# Саша Хабић
Александар Саша Хабић (Београд, 17. март 1956) југословенски и српски је музички продуцент, текстописац и композитор.

## Музичка каријера
Каријеру је започео седамдесетих година, а сарађивао је као продуцент са извођачима као што су Пилоти, Дивљи Анђели, У шкрипцу, Џакарта, Београд, Доријан Греј, Лаки Пингвини, Беби Дол, Жељко Бебек, Луна, Лаза Ристовски, Сломљена Стакла, Бајага и Инструктори, Зана, Корнелије Ковач, Алиса, Дејан Цукић, Октобар 1864, Рамбо Амадеус, YU grupa, Галија, Никола Чутурило, Рибља чорба, Кербер, Вампири, Руж, Регина, Ван Гог, Генерација 5, Фамилија, Смак, Здравко Чолић, Драгољуб Ђуричић, Кактус Џек и многи други.
Студирао је на Факултету музичке уметности Универзитета уметности у Београду на одсеку за жичане инструменте. Средином седамдесетих година свирао је виолончело у акустичном рок бенду Ex Arte, а касније клавијатуре у џез бенду Interaction. Крајем седамдесетих година наступао је у позоришној представи Драгиша, живот је чудна ствар, свирајући бас гитару. Убрзо након тога, Хабић се посветио снимању, а прве радове имао је на снимцима Златка Манојловића, група У шкрипцу, Београд и Дивљи Анђели. Убрзо је почео да ради аранжмане и свира клавијатуре, гитаре и виолончело на албумима које је продуцирао.
Компоновао је неколико филмских партитура, укључујући музику за филмове Столета Јанковића Трен, Протестни албум Жике Митровића, Лепа села лепо горе и Ране Срђана Драгојевића, као и за многе друге.